# Atrophaneura luchti
Espèce
Statut de conservation UICN

EN : En danger
Atrophaneura luchti est une espèce de lépidoptères (papillons) de la famille des Papilionidae. L'espèce est endémique de l'île de Java en Indonésie.

## Description

### Imago
Atrophaneura luchti est un grand papillon. L'aile antérieure mesure entre 60 et 65 mm  de long. La femelle est en moyenne plus grande que le mâle. Le revers et l'avers sont identiques. Les ailes antérieures sont gris foncé avec des veines noires et sont plus claires autour des veines. Les ailes postérieures sont dentelées, sans queues. Elles sont noires avec une large bande blanche ou crème marquée de points noirs dans la partie postdiscale et submarginale. Le corps est noir, le tête et les côtés du thorax et de l'abdomen sont rose ou rouge.

## Écologie
L'écologie de cette espèce est mal connue. Sa plante hôte n'a pas été identifiée mais appartient probablement à la famille des Aristolochiaceae, comme celle des espèces les plus proches. Les chenilles passent par cinq stades avant de se changer en chrysalide. Comme toutes les espèces de Papilionidae elles possèdent probablement un osmeterium derrière la tête qu'elles sortent quand elles se sentent menacées.

## Habitat et répartition
Atrophaneura luchti est endémique de l'île de Java en Indonésie, qui fait partie de la région tropicale. L'espèce n'a été repérée que sur les pentes de l'Ijen, un volcan situé dans l'est de l'île. Elle vit probablement à des altitudes moyenne ou élevée, les basses terres étant occupées par des cultures.

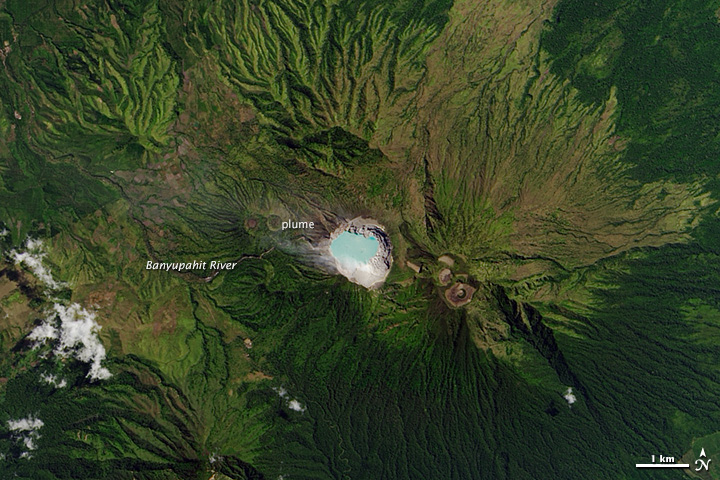
Vue satellite de l'Ijen
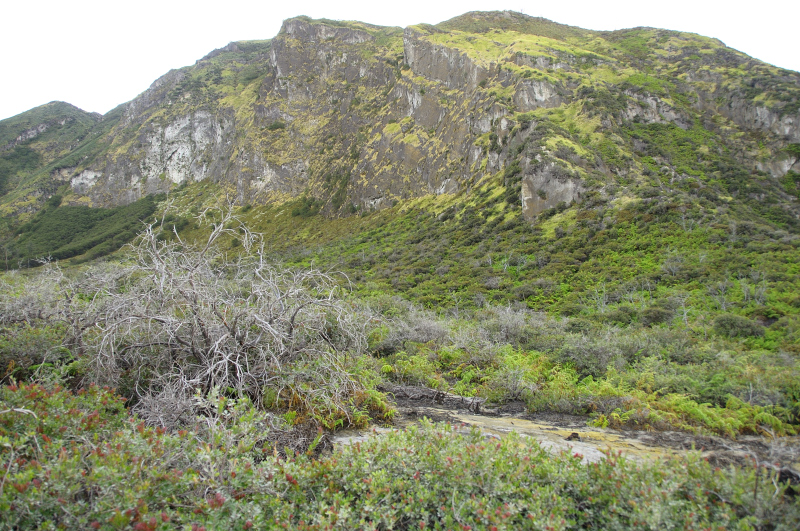
Vue du Mont Merapi, un des cône volcaniques de l'Ijen

## Systématique
L'espèce Atrophaneura luchti a été décrite en 1935 par Walter Karl Johann Roepke. Elle fait partie du groupe d'Atrophaneura nox, et l'espèce la plus proche est Atrophaneura priapus qui vit également à Java.

## Atrophaneura luchtiet l'Homme

### Menaces et conservation
L'espèce est considérée comme en danger d'extinction  par l'UICN. Son aire de répartition n'excède pas 2 000 km2  et pourrait être bien plus limitée, l'espèce n'étant connue que dans quelques localités. L'état actuel de sa population n'est pas connue, mais celle-ci est certainement peu nombreuse, seuls quelques spécimens ayant été récoltés depuis sa découverte. Atrophaneura luchti pourrait souffrir de l'exploitation industrielle du soufre sur l'Ijen, qui pourrait entrainer la disparition d'une partie de son habitat. 